# Brandon Johnson (homme politique)
Pour les articles homonymes, voir Johnson.
Ne doit pas être confondu avec Brandon Johnson.
Brandon Johnson, né le 27 mars 1976 à Elgin, dans l'Illinois, est un enseignant et homme politique américain. Il est maire de Chicago depuis le 15 mai 2023.

## Biographie
Brandon Johnson est l'un des dix enfants d'un pasteur, Andrew Johnson, et de son épouse Wilma. Il suit des études à l'université d'Aurora, où il obtient un Master of Arts en sciences de l'éducation.
Depuis le 22 décembre 1998, Johnson est marié à Stacie Rencher. Ensemble, ils ont eu trois enfants, deux garçons, Owen Johnson et Ethan Johnson, et une fille, Braedyn Johnson.
Il travaille au sein du réseau des écoles publiques de Chicago (Chicago Public Schools ; CPS) comme enseignant à l'école Jenner et au collège George-Westinghouse.
En 2023, il est candidat au poste de maire de Chicago et termine à la deuxième place du premier tour le 28 février avec 21,63 % des voix, devançant la maire sortante Lori Lightfoot, qui est éliminée. Au second tour le 4 avril, il s'impose en obtenant 52,16 % des voix face à Paul Vallas, qui recueille 47,84 %. Il prête serment et entre en fonction le 15 mai suivant.